# Hans Petermandl
Hans Petermandl (* 26. Jänner 1933 in Linz) ist ein österreichischer Pianist.

## Leben
Petermandl studierte Klavier an der Musikakademie Wien bei Bruno Seidlhofer und gewann 1958 den Bösendorfer-Preis. Er unterrichtete ab 1960 an der Musikakademie und leitete von 1971 bis 2001 eine Klavierklasse. Er unternahm Konzertreisen durch Europa, Japan und die USA und spielte Paul Hindemiths Klavierkonzert unter der Leitung des Komponisten. Großen Erfolg hatte er mit Aufführungen sämtlicher Klaviersonaten von Franz Schubert und beim österreichischen Rundfunk spielte er zwei Aufnahmen von Bachs Wohltemperiertem Klavier ein. U. a. nahm er für Supraphon eine LP mit Beethovens Diabelli-Variationen und für Naxos vier CD mit Klavierwerken Hindemiths auf. 
Petermandl ist mit der Universitätsprofessorin Monika Petermandl verheiratet.

## Auszeichnungen
- Goldenes Ehrenzeichen des Landes Oberösterreich
- Großes Ehrenzeichen für Verdienste um die Republik Österreich